# Sveriges Radio
 Der er for få eller ingen kildehenvisninger i denne artikel, hvilket er et problem. Du kan hjælpe ved at angive troværdige kilder til de påstande, som fremføres i artiklen.

Sveriges Radio (SR) er en public service-virksomhed, der driver 4 landsdækkende og 26 lokale radiokanaler i Sverige. Udover de nationale kanaler tilbyder SR en række internetkanaler. Hovedsædet er beliggende i Stockholm.
Sveriges Radio blev grundlagt som Radiotjänst i 1925, men fik sit nuværende navn i 1957. Oprindeligt stod SR også for Sveriges nationale tv-kanaler, men disse blev under navnet Sveriges Television (SVT) udskilt fra Sveriges Radio (SR) og sammen med den og utbilldingsradioen (UR) gjort til 3 selvstændige enheder i en fælles overbygningsfond  kaldet Forvaltningsstiftelsen.

## Nationale kanaler
- P1 (FM, webb og mobil)
- P2 (FM, webb og mobill)
- P3 (FM, webb og mobil)
- P4 (FM, webb og mobil)

Dessuden findes et stort antal kanaler fra Sveriges Radio, sendt via internet og DAB (radio).